# Josephine Park
Pour les articles homonymes, voir Park.
Josephine Park, née le 10 avril 1987, est une actrice danoise.

## Biographie
Josephine Park est diplômée de l'école de théâtre de l'Aarhus Teater en 2014.
Elle apparait dans des films et des séries télévisées, entre autres dans le film Lev stærkt (da) (2014) et les séries Dicte (da) (2013), Les Héritiers (Arvingerne, 2015) Hånd i hånd (2018), Doggystyle (da) (2018) et la série Netflix Skruk (2022).
En 2019 et l'année suivante, elle remporte le prix Robert de l'actrice féminine dans un second rôle de l'année pour son rôle de Jose dans la série DR3 Doggystyle (da).

## Filmographie partielle

### Au cinéma
- 2014 : Lev stærkt (da) : Nete
- 2015 :  Melon Rainbow : Tanja (court métrage)
- 2015 :  Samuel's Getting Hitched : Laura (court métrage)
- 2017 :  En perfekt dag : Teacher (court métrage)
- 2020 : Shorta : Rønning
- 2021 : The Venus effect (Venuseffekten) : Andrea
- 2021 : Centervagt (da) : MC
- 2022 : Miss Viborg (da) : Michala
- 2022 : Natten har øjne (da)

### À la télévision
- 2013 : Dicte (da) : Tina (série télévisée, 1 épisode)
- 2014-2015 : Les Héritiers : Isa Varlo (série télévisée, saison 2, 5 épisodes)
- 2016 : Lillemand (da)  (série télévisée, 1 épisode)
- 2018 : The Team : Helle Nielsen (série télévisée, saison 2, 6 épisodes)
- 2018 : Hånd i hånd : Mie (série télévisée, 1 épisode)
- 2018-2021 : Tæt på sandheden med Jonatan Spang (da) : Survivor / Feminist (série télévisée, 5 épisodes)
- 2018-2022 : Doggystyle (da) : Jose (série télévisée, 20 épisodes)
- 2019 :  The Rain : Kamilla (série télévisée, 2 épisodes)
- 2020 : Quand revient le calme : la mère d'Auguste (série télévisée, 1 épisode)
- 2020 : L'Affaire Kim Wall : Cecilie (mini-série télévisée, 5 épisodes)
- 2021 : Le Tueur de l'ombre : Masja Zelinsky (série télévisée, 6 épisodes)
- 2022 : Baby Fever (sv) : Nana (série télévisée, 6 épisodes)
- 2023 : Face to Face (da) : Beatrice Lang (série télévisée, 1 épisode)
- 2023 : The Nurse : Christina Aistrup Hansen (mini-série télévisée, 4 épisodes)
- 2023 : Oxen (da) : Margrethe Franck (série télévisée)

## Récompenses et distinctions
- 2019 et 2020 : Prix Robert : Robert de la meilleure actrice dans un second rôle dans une série télévisée (en) (Årets kvindelige birolle – tv-serie) pour Doggystyle (da)
- 2022 : Robert de la meilleure actrice dans un second rôle (Årets kvindelige birolle) pour The Venus effect (Venuseffekten)
- 2022 : Ove Sprogøe Prisen[3]

- (en) Josephine Park: Awards, sur l'Internet Movie Database